# Melanoptilon divisa
Melanoptilon divisa là một loài bướm đêm trong họ Geometridae.